# 日本基督浅草教会
日本基督浅草教会（にほんきりすとあさくさきょうかい）は、1877年に創立され、1948年に合併して池袋西教会になった長老派の教会である。
1877年（明治10年）10月10日日本基督一致教会の創立中会で設立を認められ、新栄教会小川義綏が兼牧をし、やがて小川が専任牧師になった。須郷滝太郎、石井啓次郎らが長老に就任する。1887年（明治20年）2月、牧師と123名の会員が離脱して、明星教会(小石川明星教会)を設立した。また1894年（明治27年）、櫻井牧師の時に、一致教会脱会問題が起こり混乱する。1897年（明治30年）に永井直治が牧師に就任すると、教会は安定した。
1941年（昭和16年）に、日本基督教会と共に日本基督教団に加入する。1948年（昭和23年）、金井為一郎が主管者の時に、市ヶ谷教会、池袋西教会と合併して池袋西教会になり、今日に至る。